# 桑代茨 (吉伦特省)
桑代特（法語：Sendets，法語發音：[sɛ̃dɛts]）是法国吉伦特省的一个市镇，属于朗贡区。

## 地理
桑代茨（44°25'22"N, 0°5'19"W）面积8.36 平方千米，位于法国新阿基坦大区吉倫特省，该省份为法国西南部沿海省份，是法國本土面积最大的省，北起滨海夏朗德省，西临大西洋，南至朗德省，东南接洛特-加龍省，东临多爾多涅省。
与桑代茨接壤的市镇（或旧市镇、城区）包括：拉贝斯科、比拉克、科维尼亚克、加雅克、冈镇、拉瓦藏、西加朗。

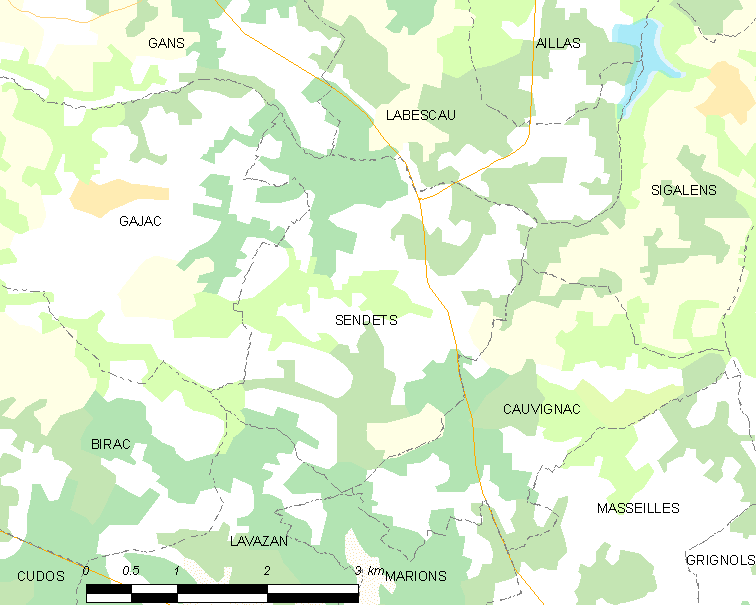
的OSM定位图

桑代茨的时区为UTC+01:00、UTC+02:00（夏令时）。

## 行政
桑代茨的邮政编码为33690，INSEE市镇编码为33511。

## 政治
桑代茨所属的省级选区为南吉伦特县。

## 人口

1962-2008年间人口变化图示

桑代茨于2022年1月1日时的人口数量为347人。